# Palazzo di Francesco Grimaldi

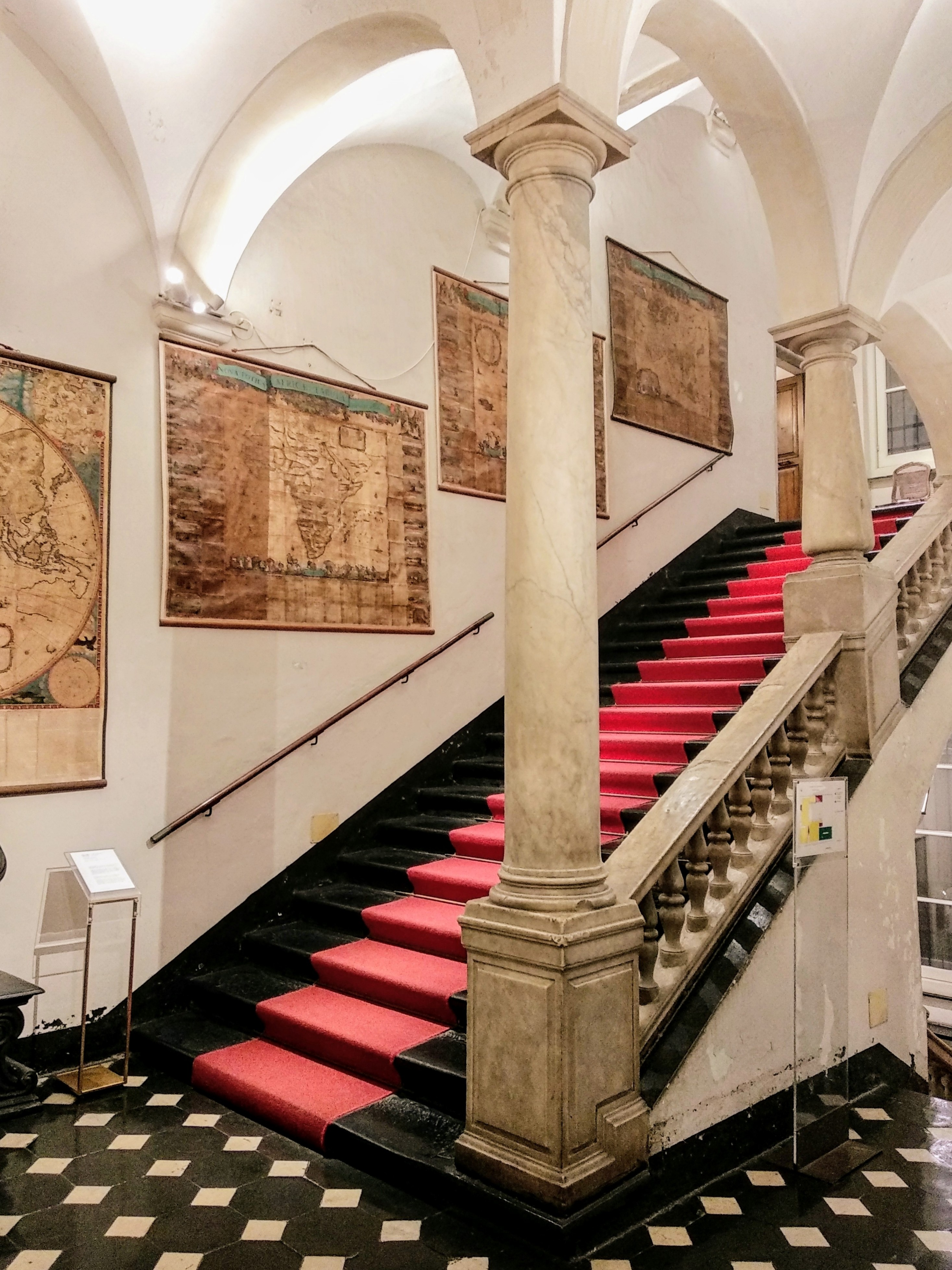
Haupttreppe

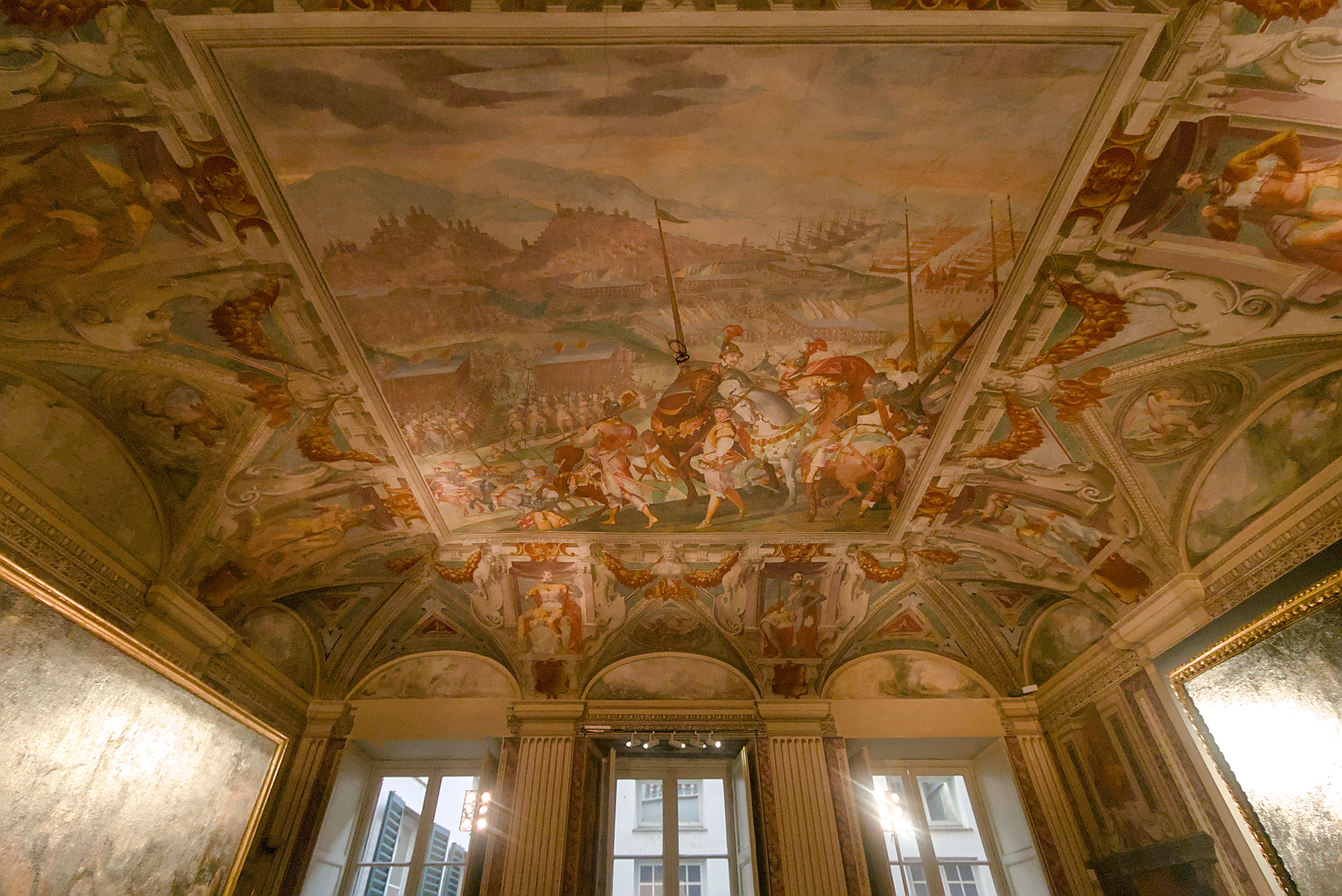
Belagerung Lissabons durch den Herzog von Alba im Salon des 1. Stockwerks

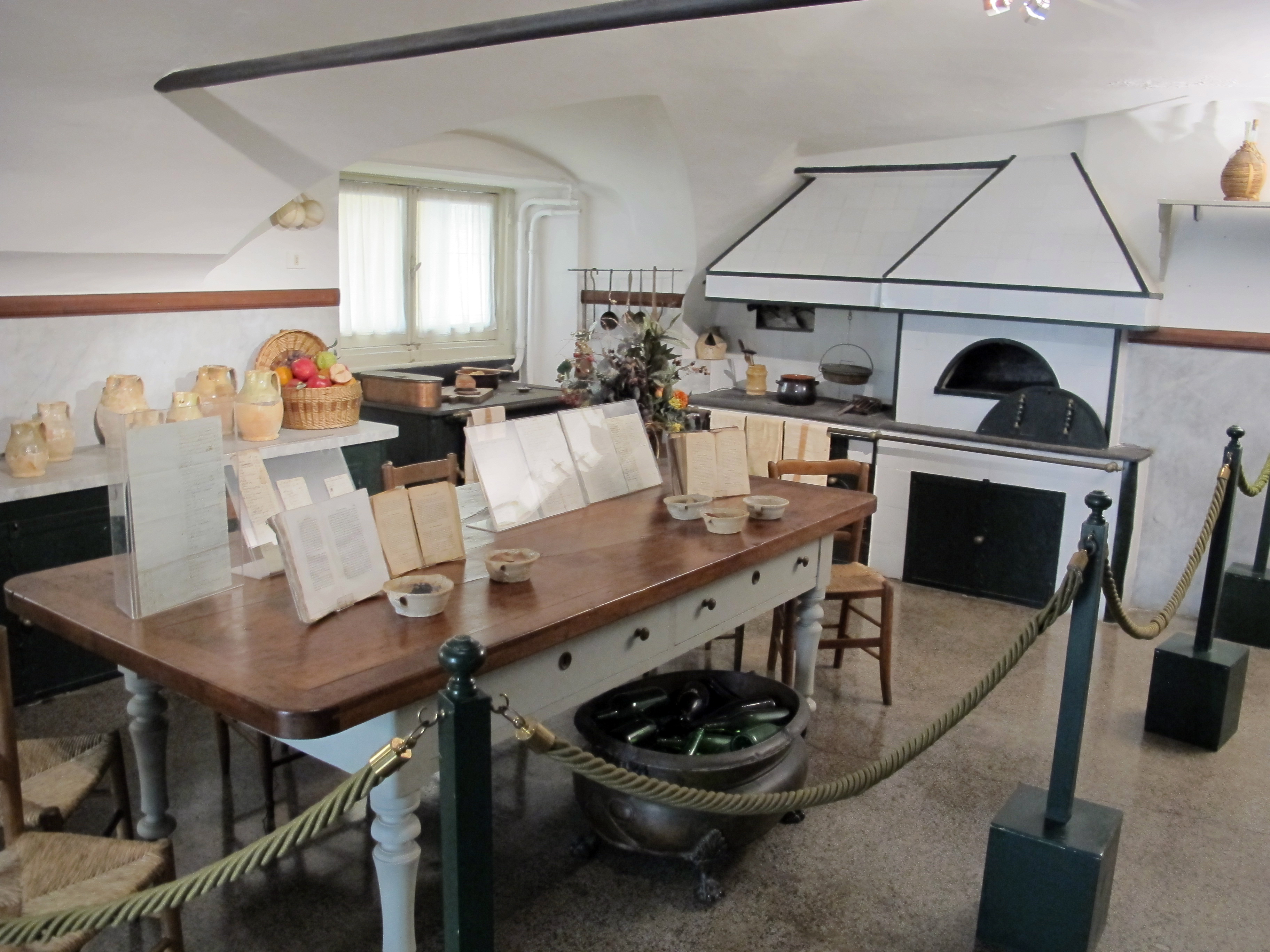
Historische Küche im Mezzaningeschoss

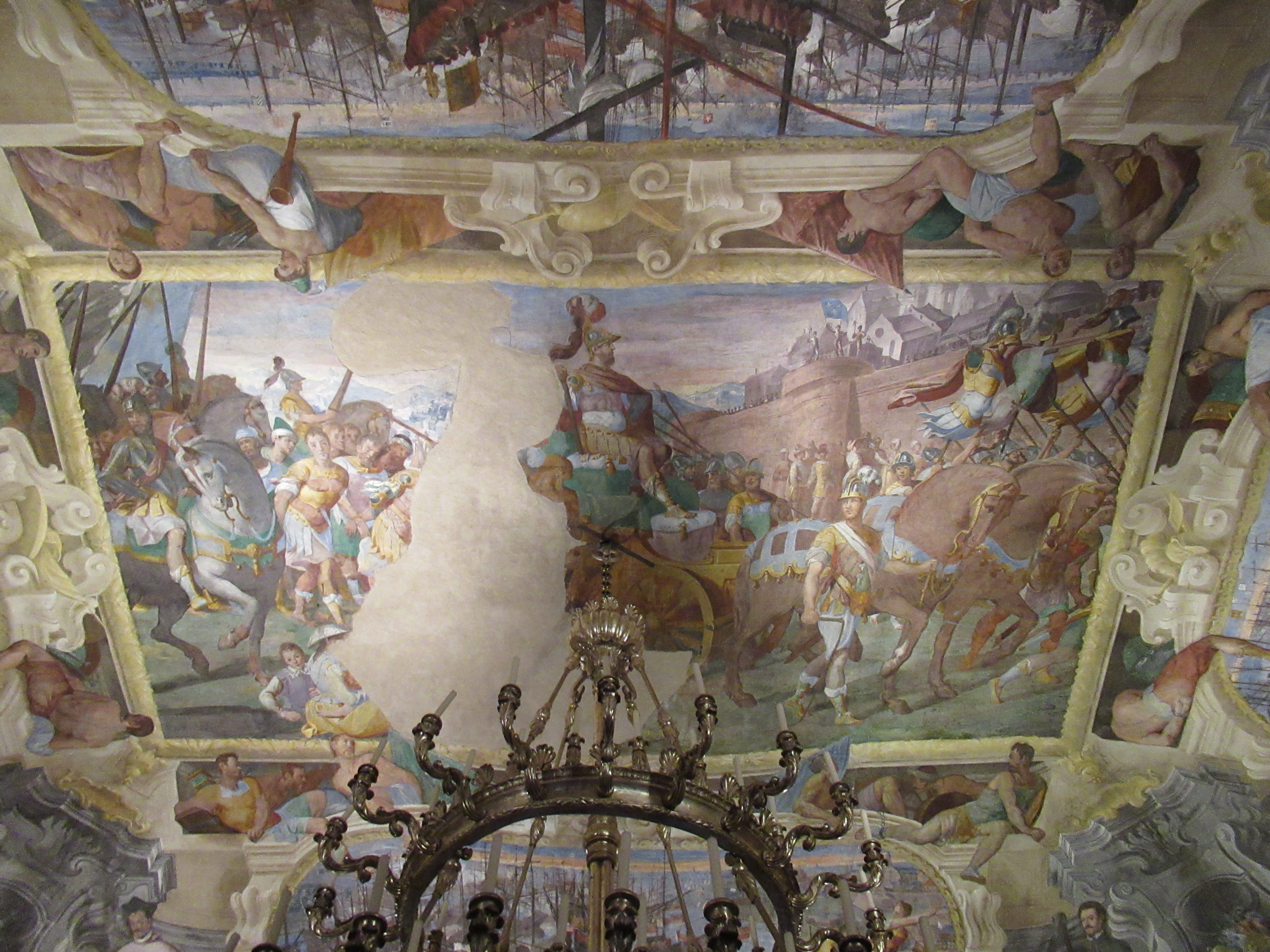
Belagerung von Zierikzee im Salon des 2. Stockwerks mit Kriegsschäden

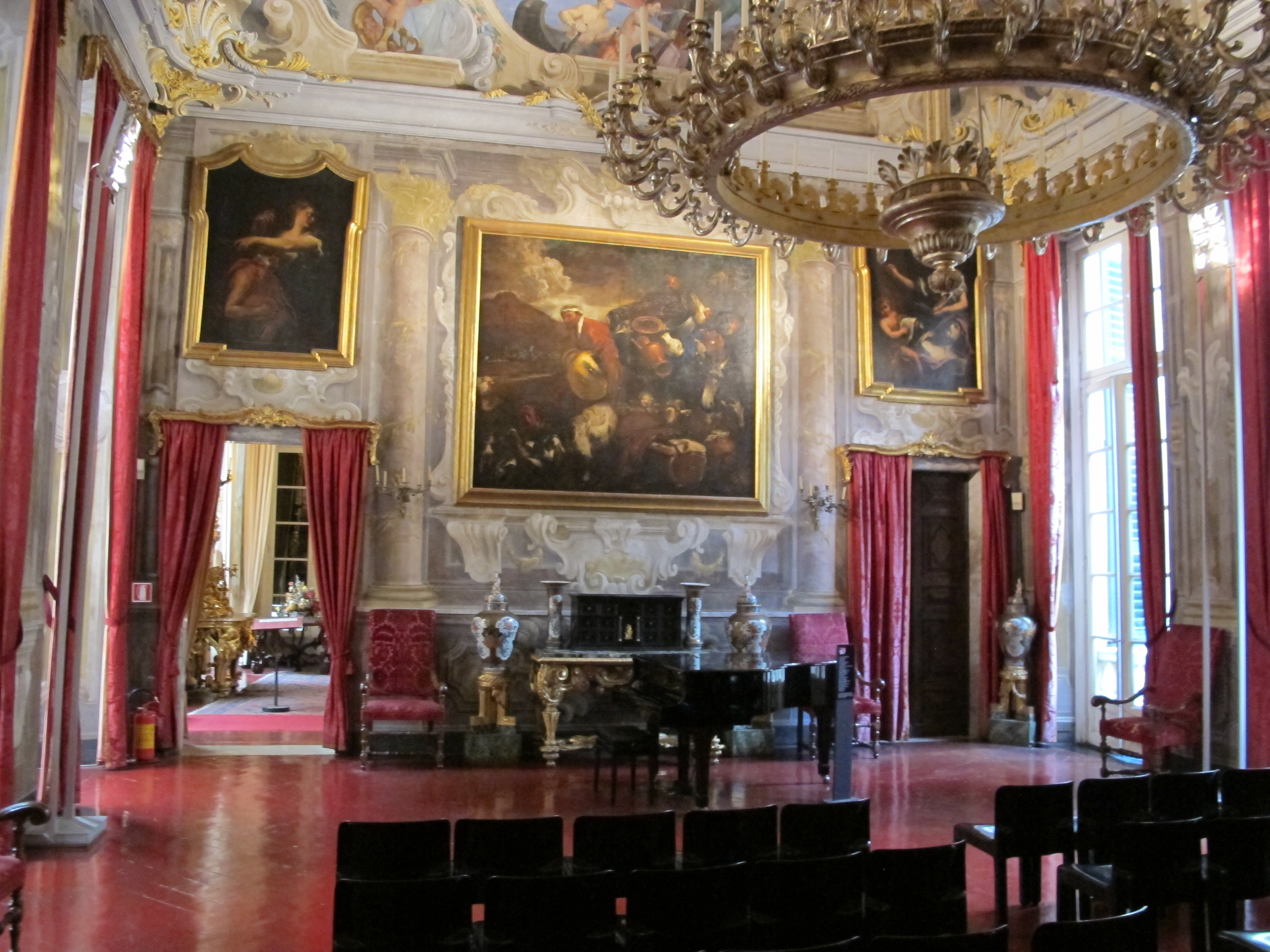
Wohnraum im 2. Stockwerk

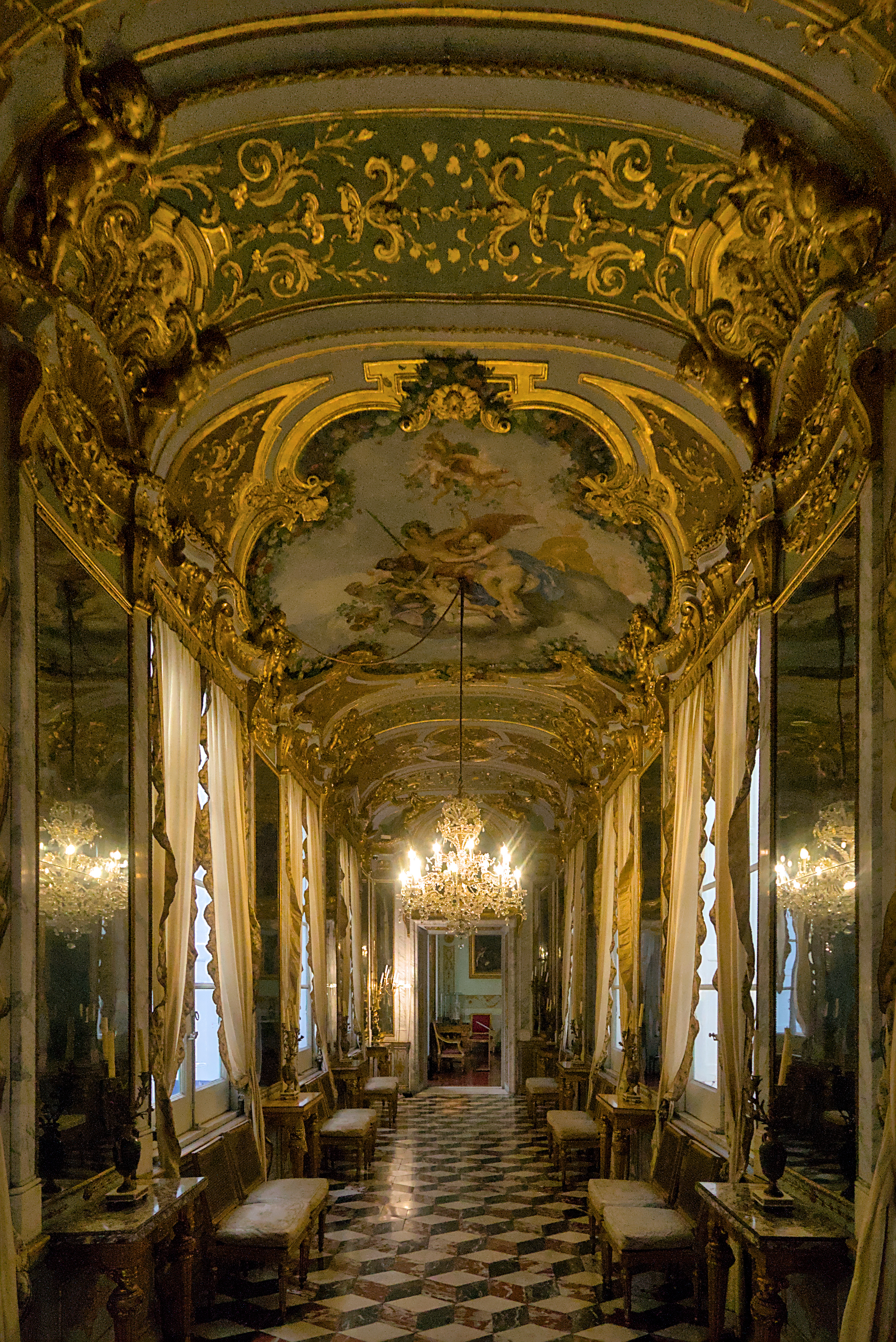
Spiegelgalerie

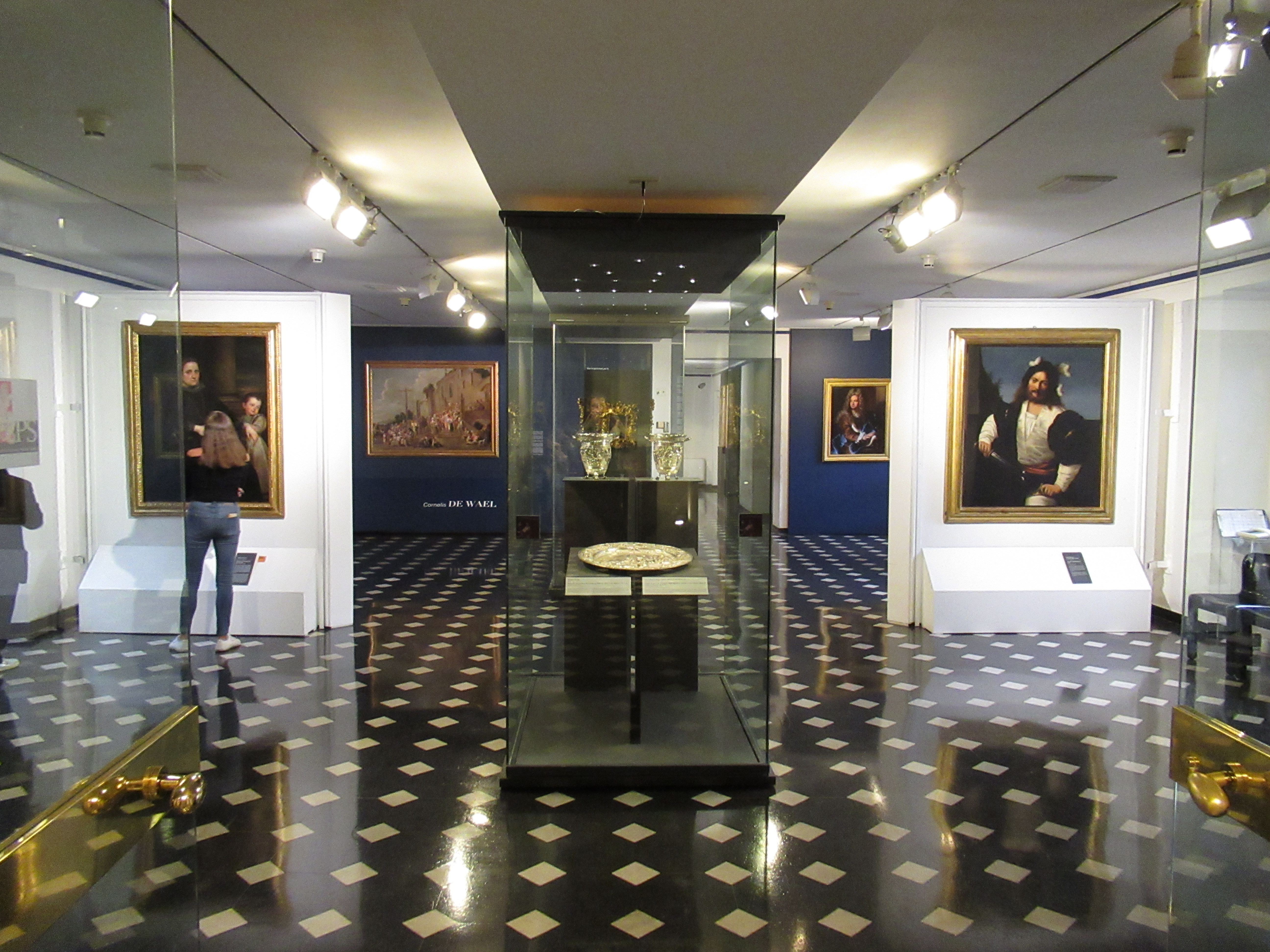
Ausstellungsraum in einem Obergeschoss

Der Palazzo di Francesco Grimaldi (auch: Palazzo Spinola di Pellicceria) ist ein Stadtpalast in Genua, der Teil des Welterbes der UNESCO „Genoa: Le Strade Nuove and the system of the Palazzi dei Rolli“ (deutsch: Genua: Le Strade Nuove und die Palazzi dei Rolli) ist. Das Gebäude liegt an der Piazza di Pellicceria 1.

## Geschichte
Francesco Grimaldi errichtete Ende des 16. Jahrhunderts den Palast, der 1593 bereits fertiggestellt war. Der Architekt ist unbekannt. Um den Baugrund frei zu machen und den kleinen Platz davor zu schaffen, wurden sechs Häuser abgerissen.
Als einer der Palazzi dei Rolli war er in den Rolli von 1599 bis 1664 eingetragen. Nach deren Klassifizierung, den „bussoli“, zählte er anfangs zur Klasse eins, erst 1664 wurde er in die Klasse vier eingestuft (zu den Einzelheiten dieser Eintragungen vergleiche hier). Das Gebäude ist auch in dem Werk von Peter Paul Rubens von 1622 über die Genueser Stadtpaläste dokumentiert.
Der Sohn des Bauherren, Tommaso Grimaldi, erbte den Palast 1606. Er ließ den Palazzo im Innern mit Fresken von Lazzaro Tavarone ausstatten. Von Tommaso Grimaldi ging der Palazzo auf dessen Schwager, Ansaldo Pallavicino, über, um Schulden zu begleichen. Dies war der einzige Verkauf in der Geschichte des Gebäudes, die durch eine ununterbrochene Erbfolge gekennzeichnet ist, von den Pallavicino zu den Doria, zu den Tolot und schließlich zu den Spinola zu Beginn des 18. Jahrhunderts. Ansaldo Pallavicino ließ eine Loggia schließen und wandelte sie in eine Gemäldegalerie um. Ansaldo begründete durch eine Reihe von Ankäufen die heute noch weitgehend erhaltene Gemäldegalerie des Palastes. Zu diesen Werken gehören vor allem die seines Lieblingsmalers Giovanni Benedetto Castiglione, genannt „Il Grechetto“, aber auch die Gemälde seines Vaters, der einer der ersten Förderer des flämischen Malers Anton van Dyck war, als der nach Genua kam. Er porträtierte Ansaldo zweimal. 1732 oder 1734 erbte Maddalena Doria den Palazzo. Sie war die Ehefrau von Nicolò Spinola di San Luca, der 1740 Doge der Republik Genua wurde. Aus dieser Heirat rührt die Bezeichnung Palazzo Spinola di Pellicceria her. Maddalena Doria-Spinola ließ den Palazzo 1734 bis 1736 im Stil des Rokoko neu gestalten, vor allem die Fassade. Architekt dieser Maßnahme war Bartolomeo Orsolino.
Seit 1912 steht das Gebäude unter Denkmalschutz. Während des Zweiten Weltkriegs wurden die beiden oberen Stockwerke durch einen Luftangriff und den Treffer einer Brandbombe schwer beschädigt, auch das Fresko von Lazzaro Tavarone im Salon des zweiten Stocks mit der Belagerung von Zierikzee. Die jahrhundertealte Geschichte des Palazzo di Francesco Grimaldi als Wohnsitz der angesehensten Familien der alten Republik Genua – Grimaldi, Pallavicino, Doria und Spinola – endete mit den letzten Spinola-Erben den Marchese Paolo und Franco Spinola di Tassarolo, die das Gebäude und alle darin im Laufe der Jahrhunderte gesammelten Vermögenswerte 1958 dem Staat schenkten, um es zur Nationalgalerie zu machen.

## Gebäude
Die heutige Gestaltung der Fassade stammt von der durch Maddalena Spinola, geborene Doria, 1734 beauftragten Renovierung. Sie wünschte ein architektonisch einheitliches und damals modernes Erscheinungsbild, das sich deutlich von dem Aussehen unterscheidet, wie es Peter Paul Rubens in seiner 1622 erschienen Dokumentation festgehalten hat.
Lazzaro Tavarone stattete das Piano nobile mit Fresken aus. Besonders bemerkenswerte Fresken in den Gewölben der Säle ist eine Darstellung der Stadt Lissabon, die vom Heer des Herzogs von Alba belagert wird, im ersten Stock und in der Etage darüber die Werke Triumph des Renato Grimaldi und Belagerung und Befreiung der Stadt Zierikzee, ein Ereignis von 1304, an dem Raniero Grimaldi führend beteiligt war. Die Fresken aus der von Maddalena Spinola, geborene Doria, beauftragten Renovierung werden Sebastiano Galeotti, Giovanni Battista Natali und Lorenzo De Ferrari zugeschrieben, letzterem insbesondere der außergewöhnliche Dekor der „Spiegelgalerie“. Diese Spiegelgalerie entstand durch die Verbindung von zwei Flügeln des Palazzo. Auch die Gemäldegalerie ergänzten die Spinola weiter um Werke ligurischer und anderer italienischer Maler, wie Antonello da Messina, Luca Cambiaso, Bernardo Strozzi, Gregorio De Ferrari, Giovanni Benedetto Castiglione, genannt „Grechetto“, Guido Reni oder Luca Giordano, aber auch Werke flämischer Künstler wie Joos van Cleve enthält.

## Museum
Mit der Schenkung von 1958 richtete der italienische Staat hier die Galleria nazionale di palazzo Spinola ein. Die Schenkung war an die Bedingung geknüpft, dass der Palazzo auch nach seiner Musealisierung seinen Wohncharakter bewahren sollte, „unabhängig davon, welcher museologische Stil sich durchsetzen sollte“. Bei den beiden unteren Stockwerken, die den Zweiten Weltkrieg unbeschadet überstanden, handelt sich so um ein Zeugnis für die Qualität der Genueser Adelsresidenzen und der Wohnkultur ihrer Bewohner. Im Gegensatz dazu waren die beiden oberen Stockwerke nach der Kriegsbeschädigung ohne künstlerische oder historische Bedeutung und wurden als Museumsräume in moderner Form aufgebaut. Gleichwohl werden auch hier Werke gezeigt, die sich an den Sammelgewohnheiten aristokratischer Familien, an den genuesischen Gemäldegalerien und an der Ausstattung der Residenzen des 17. bis 18. Jahrhunderts orientierten. So wird hier auch die Porzellan- und Majolikasammlung der Familie Spinola gezeigt, sowie eine Textilabteilung, die aus den Kollektionen lokaler Sammler hervorgegangen ist.

## Bei Rubens
|  |  |  |